# Francesc Descatllar i de Tord
Francesc Descatllar i de Tord   (Berga, segle XVII - Barcelona, 5 d'abril de 1715) fou militar català durant la Guerra de Successió Espanyola.

## Biografia
La seva família era originària de la Pobla de Lillet. Del sector progermànic més fanàtic, fou membre de la Guàrdia de Corps de l'Arxiduc d'Àustria, al Regiment de Reials Guàrdies Catalanes. El 1713 fou nomenat Capità del Regiment del Roser.
Després de la capitulació de Barcelona aconseguí escapar de la repressió borbònica. Es reuní amb el General Josep Moragues i participà en l'intent d'escapada a Mallorca. Fou executat juntament amb el General Moragues per les tropes castellanes el 1715. Es desconeix on es troba la seva tomba.